# Aeroportul Old Crow
Aeroportul Old Crow (IATA: YOC, ICAO: CYOC) este un aeroport din Yukon, Canada ce deservește zona Old Crow⁠(d).
Situat la o altitudine de 248 m, aeroportul dispune de o singură pistă.